# Hussain Al-Hadhri
Hussain Ali Farah Al-Hadhri (Salalah, 21 maggio 1990) è un calciatore omanita, centrocampista del Dhofar e della Nazionale omanita.

## Caratteristiche tecniche
Centrocampista, può giocare anche come ala destra o come trequartista.

## Carriera

### Club
Comincia a giocare in patria, al Dhofar. Nel 2009 si trasferisce negli Emirati Arabi Uniti, all'Ajman. Nel 2010 torna in patria, al Dhofar. Nel 2013 passa all'Al Raed, squadra dell'Arabia Saudita. Nel 2014 torna al Dhofar.

### Nazionale
Ha debuttato in Nazionale il 24 giugno 2007, all'età di 17 anni e 34 giorni, nell'amichevole Indonesia-Oman (0-1). Ha messo a segno la sua prima rete con la maglia della Nazionale il 31 dicembre 2009, nell'amichevole Singapore-Oman (1-4), in cui ha siglato la rete del momentaneo 0-3. Ha partecipato, con la Nazionale, alla Coppa d'Asia 2007.